# To Thine Own Self Be True
To Thine Own Self Be True – trzeci album studyjny amerykańskiej grupy hip-hopowej La Coka Nostra

## Lista utworów
| Nr | Tytuł                                              | Czas | Producent       |
| -- | -------------------------------------------------- | ---- | --------------- |
| 1  | "Dark Day Road"                                    | 2:46 | J57             |
| 2  | "I Need Help" (gościnnie: Sick Jacken)             | 3:38 | Leaf Dog        |
| 3  | "Waging War" (gościnnie: Rite Hook                 | 2:45 | The Arcitype    |
| 4  | "Murdered Tonight"                                 | 3:09 | DJ Lethal       |
| 5  | "Stay True"                                        | 2:51 | Statik Selektah |
| 6  | "Blind" (gościnnie: Q-Unique & Sadie Vada)         | 4:42 | Marco Polo      |
| 7  | "Crispy Innovators" (gościnnie: Vinnie Paz)        | 4:06 | Vherbal         |
| 8  | "Archie Bunker" (gościnnie: Nems)                  | 3:42 | DJ Lethal       |
| 9  | "High Times" (gościnnie: Sick Jacken               | 4:12 | Salam Wreck     |
| 10 | "America" (gościnnie: Apathy)                      | 4:01 | DJ Lethal       |
| 11 | "Now Or Never" (gościnnie: SKAM2? & Rite Hook)     | 4:00 | DJ Lethal       |
| 12 | "To Thine Own Self Be True" (gościnnie: Rite Hook) | 4:29 | ChumZilla       |